# دبخائب (العدين)

تعديل مصدري - تعديل

دبخائب محلة تابعة لقرية الحصابين، التابعة لعزلة عردن بمديرية العدين إحدى مديريات محافظة إب في الجمهورية اليمنية، بلغ تعداد سكانها 201 حسب تعداد اليمن لعام 2004.